# Темпл (станція метро)
51°30′39″ пн. ш. 0°06′52″ зх. д. / 51.51095° пн. ш. 0.11433° зх. д.

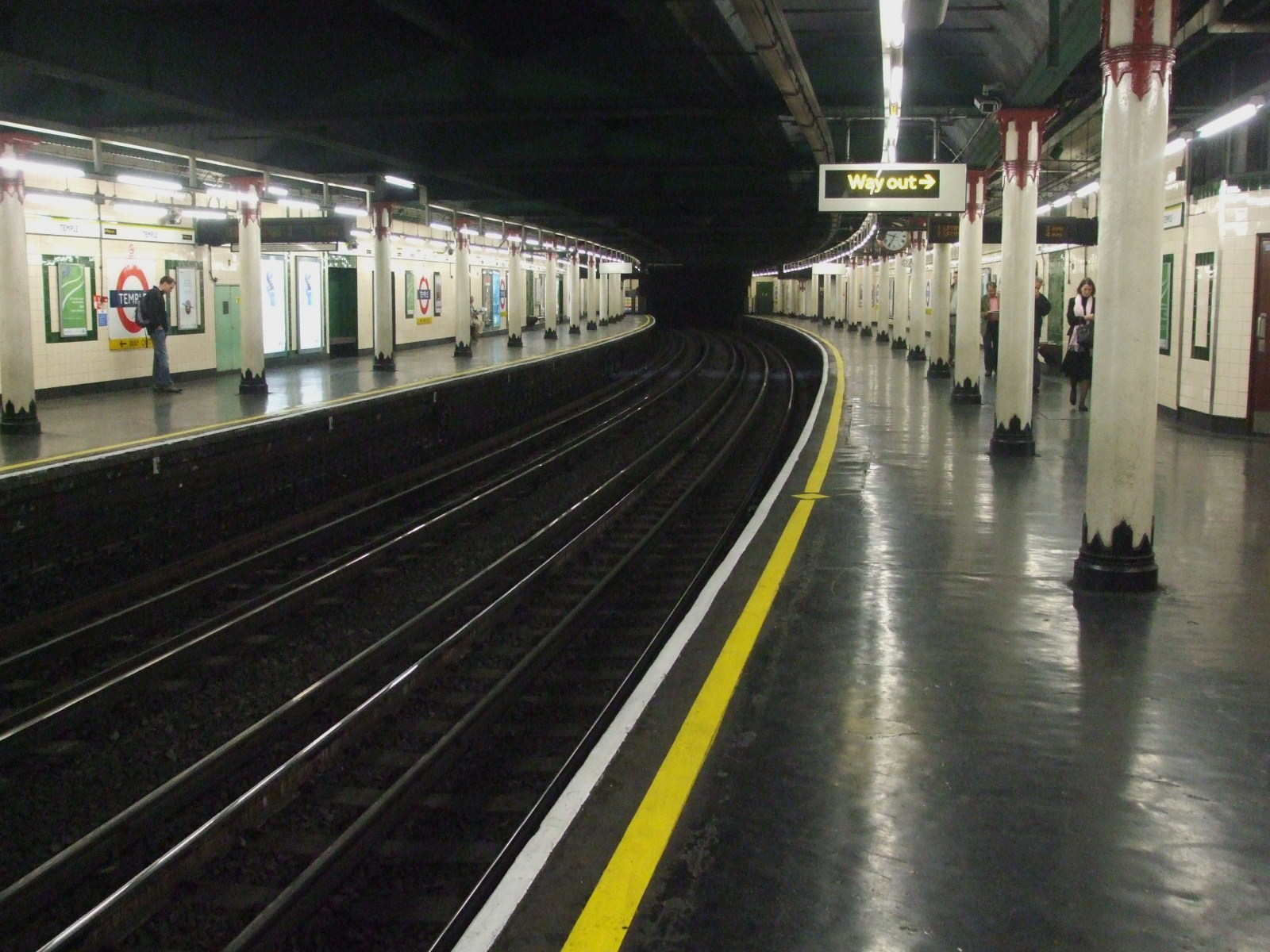
Платформа станції Темпл

Темпл (англ. Temple) — станція Лондонського метро, обслуговує лінії Дистрикт та Кільцева. Розташована на Набережній Вікторії у Вестмінстері, між станціями Ембанкмент та Блекфрайерс. Розташована у 1-й тарифній зоні, пасажирообіг на 2017 рік — 8.95 млн. осіб

## Історія
- 30 травня 1870 — відкриття станції у складі District Railway (DR, сьогоденна Дистрикт), як складової Внутрішнього кільця
- 1 лютого 1872 — відкриття Зовнішнього кільця
- 1 серпня 1872 — відкриття Середнього кільця
- 30 червня 1900 — закриття руху  "Середнього кільця" між Ерлс-корт та Меншн-хаус.
- 31 грудня 1908 — закриття руху «Зовнішнього кільця»
- 1949 — Внутрішнє кільце перейменовано на Кільцеву лінію

## Послуги
| Попередня станція | Лінія                           | Лінія                           | Лінія | Наступна станція |
| ----------------- | ------------------------------- | ------------------------------- | ----- | ---------------- |
| Ембанкмент        |                                 | Лондонське метро Кільцева лінія |       | Блекфрайерс      |
| Ембанкмент        | Лондонське метро Лінія Дистрикт |                                 |       | Блекфрайерс      |